# Frederike Loewe
Frederike Loewe es una deportista alemana que compite en vela en la clase 470. Ganó una medalla de plata en el Campeonato Europeo de 470 de 2018.

## Palmarés internacional
| \| Campeonato Europeo \| Campeonato Europeo \| Campeonato Europeo \| Campeonato Europeo \| \| Año \| Lugar \| Medalla \| Clase \| \| ------------------ \| ------------------ \| ------------------ \| ------------------ \| \| 2018 \| Burgas (Bulgaria) \| Medalla de plata \| 470 \| |                   |                  |       |
| Campeonato Europeo |                   |                  |       |
| Año | Lugar             | Medalla          | Clase |
| 2018 | Burgas (Bulgaria) | Medalla de plata | 470   |